# الانتفاضة في جنوب داغستان
الانتفاضة في جنوب داغستان هي انتفاضة شعبية قوية لليزغيين في جنوب داغستان عام 1930 بقيادة غازي محمد شتولفي ضد سياسة ستالين ضد الليزغيين والإسلام. كان هدف الانتفاضة إنهاء اضطهاد الشعب وتعسف الشيوعيين. ويعد هذا التمرد أكبر وأضخم تمرد حدث في داغستان في القرن العشرين، ومن أجل فهم دوافع وأهداف هذا التمرد لا بد من التعرف على مضمون القضية رقم 1632 الخاصة باتهام غازي محمد وغيره من المشاركين في التمرد. نقرأ من مواد القضية: "حتى قبل الانتفاضة، نتيجة للتشويه الحاد للخط الطبقي والسياسي، كان السكان سلبيين للغاية فيما يتعلق بالسلطات المحلية. العمال السياسيون الذين تم إلقاؤهم في الميدان بدأت زراعة المزارع الجماعية من خلال الضغط الإداري، وفي نهاية فبراير 1930، تم توحيد 2168 مزرعة في المنطقة، وتم إنشاء حوالي 44 كولخوز... وفي الوقت نفسه، قام العمال المحليون بعمل مكثف في اختيار المساجد. وتم اعتقال ما مجموعه 48 مسجدا، وسبقت كل هذه الإجراءات تشويهات جسيمة للخط الطبقي من الفقراء والفلاحين المتوسطين، وتم سلب الخبز منهم وإجبارهم على شراء الخبز عن طريق بيع سلعهم المنزلية.